# 赫爾曼山
72°33′S 0°30′E / 72.550°S 0.500°E
赫爾曼山（德語：Herrmannberge），是南極洲的山峰，位於毛德皇后地的瑪塔公主海岸，屬於斯維爾德魯普山脈的一部分，由德國的探險隊發現，現時由南極條約體系管理。